# Koszykówka na Letniej Uniwersjadzie 1961
Koszykówka na Letniej Uniwersjadzie 1961 – zawody koszykarskie rozgrywane podczas Letniej Uniwersjady 1961 w Sofii. W programie znalazły się dwie konkurencje – turniej kobiet i mężczyzn. Rywalizacja kobiet zadebiutowała w programie letnich uniwersjad, a mężczyźni brali udział w tych zawodach po raz drugi w historii.
Złoty medal w turnieju kobiet zdobyła reprezentacja gospodarzy, Bułgarii, srebrny Związku Radzieckiego, a brązowy Czechosłowacji. W turnieju mężczyzn najlepsi okazali się koszykarze Związku Radzieckiego. Drugą pozycję zajęli gospodarze, Bułgaria, a trzecią Czechosłowacja.
Tytuł mistrzowski w rywalizacji mężczyzn dla Związku Radzieckiego był drugim zdobytym przez ten zespół w historii turniejów koszykarskich podczas uniwersjad. Brązowy medal zdobyty przez męską reprezentację Czechosłowacji także był drugim brązowym medalem zdobytym przez ten zespół w historii turniejów koszykarskich podczas uniwersjad.

## Klasyfikacje medalowe

### Wyniki konkurencji
| Konkurencja:     | 1. miejsce | 2. miejsce | 3. miejsce     |
| Turniej kobiet   | Bułgaria   | ZSRR       | Czechosłowacja |
| Turniej mężczyzn | ZSRR       | Bułgaria   | Czechosłowacja |

### Klasyfikacja medalowa państw
| Nr | Państwo        |   |   |   | Ogółem |
| -- | -------------- | - | - | - | ------ |
| 1. | Bułgaria       | 1 | 1 | 0 | 2      |
| 1. | ZSRR           | 1 | 1 | 0 | 2      |
| 3. | Czechosłowacja | 0 | 0 | 2 | 2      |